# Il gatto
Il gatto (conocida en español como La casa de los desmadres en España y ¿Quién desaloja a esta gente? en Argentina) es una película italiana dirigida por Luigi Comencini,  del género de comedia y giallo. Por su actuación Mariangela Melato ganó el David di Donatello a la mejor actriz.

## Reparto
- Ugo Tognazzi: Amedeo Pegoraro
- Mariangela Melato: Ofelia Pegoraro
- Michel Galabru: Comisario Francisci
- Dalila Di Lazzaro: Wanda Yukovich
- Jean Martin: Abogado Legrand
- Aldo Reggiani: Salvatore
- Philippe Leroy: Don Pezzolla
- Adriana Innocenti: La princesa
- Bruno Gambarotta: El notario
- Luigi Comencini: Viejo violinista
- Mario Brega: Killer